# Alex Wilson (Zwitsers atleet)
Alex Wilson (Kingston, 19 september 1990) is een Zwitserse atleet, gespecialiseerd in de sprint. Wilson nam eenmaal deel aan de Olympische Spelen, maar drong bij die gelegenheid niet door tot de finale.

## Biografie
Alex Wilson werd geboren in Jamaica. In 2010 verkreeg hij het Zwitserse burgerschap, alhoewel hij daarvoor al meedeed aan wedstrijden en toernooien in Zwitserland, zoals de Zwitserse juniorenkampioenschappen, waar hij in 2009 eerste werd bij de 100 m en de 200 m.
Wilsons eerste internationale toernooi waren de Europese kampioenschappen in 2010. Hij vertegenwoordigde Zwitserland op de EK op de 200 en de 4 x 100 m, waarvoor hij reserve was. Op de 200 m werd hij uitgeschakeld in de series. Zijn tijd, 21,40 s, was goed voor een 29e plek.
In 2011 deed Wilson goede zaken in de neo-seniorenatletiek. Hij liep op de 200 m een persoonlijk record van 20,51. Dat was goed voor een nationaal record bij de neo-senioren; het oude stond op naam van Marco Cribari (20,54). Ook kwalificeerde hij zich met deze tijd voor de wereldkampioenschappen in Daegu. Bij deze WK kwam hij echter niet verder dan de series met 21,25.
Verder nam Wilson deel aan de EK voor atleten tot 23 jaar in Ostrava, eveneens op de 200 m. Hij bereikte hier de finale door zich in de halve finale als vijfde te plaatsen met 20,68. In de finale werd hij uiteindelijk zevende. Ook wist hij dat jaar, tijdens de Weltklasse Zürich bij de estafette over 4 x 100 m samen met Pascal Mancini, Reto Amaru Schenkel en Marc Schneeberger het Zwitsers record te verbeteren. Het record werd echter niet erkend, omdat startloper Pascal Mancini een administratieve fout had gemaakt door het gebruik van Ritalin niet te aan te geven.
In mei 2012 liep Wilson in het Duitse Weinheim 20,62 en kwalificeerde zich daarmee voor de Olympische Spelen van Londen en de Europese kampioenschappen in Helsinki. Op de Olympische Spelen sneuvelde hij in de halve finale met een tijd van 20,85. Op de EK nam hij deel aan de 200 m, waar hij tot de halve finale kwam. Daar miste hij nipt de finale en eindigde uiteindelijk als eerste niet-geplaatste. Bij de 4 x 100 m kwalificeerde het Zwitserse team zich wel voor de finale, waar het team uiteindelijk vijfde werd.
Alex Wilson is aangesloten bij de atletiekvereniging LAS Old Boys Basel.

## Titel
- Zwitsers kampioen 200 m - 2011

## Persoonlijke records
Outdoor
| Onderdeel | Prestatie | Datum       | Plaats  |
| --------- | --------- | ----------- | ------- |
| 100 m     | 10,40 s   | 19 mei 2012 | Notwill |
| 150 m     | 15,55 s   | 14 mei 2011 | Bazel   |
| 200 m     | 20,51 s   | 28 mei 2011 | Genève  |
| 300 m     | 34,10 s   | 1 mei 2010  | Bazel   |

Indoor
| Onderdeel | Prestatie | Datum           | Plaats     |
| --------- | --------- | --------------- | ---------- |
| 60 m      | 6,82 s    | 1 maart 2009    | Magglingen |
| 200 m     | 21,41 s   | 5 februari 2011 | Magglingen |

## Palmares

### 200 m
- 2010:  Zwitserse kamp. - 21,27 s
- 2010: 6e Europese teamkamp., 2e divisie - 21,48 s
- 2010: 8e in serie EK - 21,40 s
- 2011:  Zwitserse indoorkamp. - 21,57 s
- 2011: 7e Europese teamkamp., 1e divisie - 20,88 s
- 2011: 7e EK U23 - 21,13 s
- 2011:  Zwitserse kamp. - 20,79 s
- 2011: 6e in serie WK - 21,25 s
- 2012: 8e in ½ fin. EK - 20,87 s
- 2012: 7e in ½ fin. OS - 20,85 s

### 4 x 100 m
- 2010:  Europese teamkamp., 2e divisie - 39,74 s
- 2011:  Europese teamkamp., 1e divisie - 39,20 s
- 2012: 5e EK - 38,83 s
- 2016: 7e EK - 39,11 s